# Ball & Chain – Zwei Nieten und sechs Richtige
| Figur                      | Darsteller        | Deutscher Sprecher |
| -------------------------- | ----------------- | ------------------ |
| Moltès                     | Gérard Lanvin     | K. Dieter Klebsch  |
| Francis Reggio             | Benoît Poelvoorde | Stefan Krause      |
| Pauline Reggio             | Rossy de Palma    | Irina von Bentheim |
| Mustapha Amel, „der Türke“ | José Garcia       | Detlef Bierstedt   |
| „der Riese“                | Gary Tiplady      |                    |
| Fußballspieler Nicolas     | Nicolas Anelka    |                    |
| Saddam                     | Jean Benguigui    | Hans Teuscher      |
| Kowalski                   | Gérard Darmon     |                    |
| Det. Youssouf              | Djimon Hounsou    |                    |
| Martinet                   | Michel Crémadès   | Georg Tryphon      |

Ball & Chain – Zwei Nieten und sechs Richtige (französisch Le Boulet) ist ein französischer Gaunerfilm aus dem Jahr 2002. Er handelt vom Lottogewinn eines Häftlings, der sich zusammen mit seinem trotteligen Wärter auf die Suche nach dem Lottoschein macht. Premiere in Deutschland war am 14. August 2003 beim Hamburger Fantasy Filmfest; am 21. August 2003 erschien der Film auf Video.

## Handlung
Der Gangster Moltès hat seine Haftzeit fast – bis auf 41 Tage – abgesessen, als er 15 Millionen Euro im Lotto gewinnt. Den Lottoschein hat, wie jede Woche, Pauline, die Frau seines Wärters Reggio, abgegeben. Als am Morgen nach den Glück bringenden Lottonachrichten Reggio angeblich krankgeschrieben ist, ahnt Moltès Böses und flieht. Doch Reggio hatte nicht vor, mit dem Geld zu türmen; seine Frau ist nach Afrika abgereist und er kann den Schein nirgends finden. Als Moltès bei ihm aufkreuzt, kidnappt ihn dieser. Gemeinsam machen sie sich auf die Suche nach Pauline und dem Lottoschein.
Am Flughafen in Afrika angekommen, erwarten sie bereits die Killer des unglücklicherweise gerade entlassenen ehemaligen Gangsterkollegen von Moltès – genannt „der Türke“. Den Killern gelingt es, Moltès und Reggio in ihr Auto zu locken. Bei einer fingierten Pinkelpause hauen Moltès und Reggio mit dem Auto ab – genau wie es die Killer geplant hatten, haben sie doch unter dem Wagen eine Bombe platziert. Allerdings vermasseln sie es, diese zur Explosion zu bringen, und so kommen Moltès und Reggio bald darauf in ein Lager der Rallye, für die Pauline arbeitet. Nachdem sie erfahren haben, dass Pauline sich im nächsten Camp befindet, überwältigen sie einen Fahrer und dessen Copiloten und starten beim nächsten Rallyeabschnitt an deren Stelle. Als Moltès eine Pause braucht, übernimmt Reggio das Steuer und schon bald gräbt er den Wagen im Wüstensand ein. So übernachten sie in der Wüste und am nächsten Morgen werden sie von feindseligen Nomaden überrascht, die Reggios Bauchtasche mitnehmen. Sie treffen auf einen fahrenden Händler, mit dessen Handy sie eine Freundin von Pauline anrufen, die ihnen schließlich die Telefonnummer von Pauline gibt.
Unterdessen sind auch „der Türke“ und sein Gehilfe, „der Riese“, in Afrika eingetroffen und auf der Suche nach Reggio und dessen Frau. Es gelingt ihnen, einem Teilnehmer der Rallye ein Quad zu entwenden, mit dem sie anschließend durch die Wüste irren. Irgendwann werden auch sie von Nomaden umzingelt. Die Nomaden hängen den Türken kopfüber an ein Gerüst und fesseln den Riesen daran. Zufälligerweise trifft Pauline bei ihnen ein und sie und ihre Helfern verarzten die beiden. Als nun Reggio bei seiner Frau Pauline anruft, erzählt sie ihnen, dass der Lottoschein in Reggios Bauchtasche sei. Dies bekommt auch der Türke mit. Der Türke erschießt daraufhin Paulines Helfer und telefoniert mit Reggio. Die beiden verabreden sich für den Austausch von Reggios Frau gegen den Lottoschein an der Moschee in der nächsten Stadt.
In dieser angekommen suchen Moltès und Reggio einen Händler auf, der Diebesgut an- und verkauft. Dort erwischen sie den Nomaden mit der Bauchtasche. Dieser flieht mit der Tasche, verfolgt von Moltès. Reggio verplappert sich bei dieser Gelegenheit gegenüber dem Händler, der nun erfährt, dass sich in der Tasche ein Lottoschein im Wert von 15 Millionen Euro befindet. Kurz nach der Ankunft der beiden Protagonisten checken der Türke und sein Gehilfe zufälligerweise im selben Hotel ein, in dem es dann zum Showdown zwischen diesen und dem Händler kommt, der die Bauchtasche kaufen wollte. Gerade in dem Moment, als sowohl die Tasche als auch Pauline erkämpft sind, trifft die Polizei ein und kann Moltès nach einer Verfolgungsjagd festnehmen. Reggio kann mit seiner Frau Pauline entkommen und befreit Moltès mit Hilfe einer riesigen Söldnerarmee, für die fast der gesamte Lottogewinn draufgeht.

## Kritiken
„Überdrehtes Buddy-Movie voller Slapstick, Action und Stunts, das dem Genre zwar keine Glanzlichter aufsetzt, aber durch den Spielwitz der beiden Hauptdarsteller unterhält.“

„Ein höchst schräger Action-Film mit einer bizarren Buddy-Story um einen knallharten Gangster und einen begriffstutzigen Gefängniswärter ist diese französische Warner-Koproduktion, die im Herstellungsland in vier Wochen bereits über 2,5 Millionen Besucher verzeichnen kann. Die beiden Regisseure Alain Berbérian und Frédéric Forestier setzen ganz auf spektakuläre Special Effects und handfeste Typisierung der Figuren. Rasantes Abenteuerkino für alle Fans atemberaubenden Entertainments.“